# Кім Кьонг Іл
Кім Кьонг Іл (кор. 김경일, 金京一; народився 11 грудня 1988; Пхеньян, КНДР) —  північнокорейський футболіст, півзахисник клубу «Рімьонсу» та національної збірної Корейської Народно-Демократичної Республіки.

## Особисте життя
Брат грає за хокейну збірну КНДР.

## Титули і досягнення
- Переможець Юнацького (U-19) кубка Азії: 2006